# Панайотис Фьотакис
Панайотис (Панделис) Фьотакис (на гръцки: Παναγιώτης, Παντελής Φιωτάκης) е гръцки андартски капитан, деец на гръцката въоръжена пропаганда в Македония.

## Биография
Панайотис Фьотакис е роден в Галатас, остров Крит. Присъединява се към гръцката пропаганда и оглавява чета в Западна Македония. Командва отряд в четата на Георгиос Цондос и действа в Мариово и Корещата. В средата на 1905 година съединените гръцки чети на Христос Цолакопулос, Панайотис Фьотакис, Андонис Зоис и Петър Сугарев нападат българските села в Мариово, през юни/юли в Бърник изколват семейството на Трайко Краля. Пристига турски аскер и в сражението андартите са принудени да се оттеглят към река Черна. След 16 юли войводите от ВМОРО Тане Стойчев и Дзоле Стойчев прогонват четите на Сугарев, Зоис, Фьотакис и Цолакопулос на изток от река Черна, като се прегрупират по-късно в Ивени. На 22 юни 1905 година Сугарев, Зоис и Фьотакис пристигат в Петалино, където нападат четата на Димко от Охрид, предадена от Йовчо Найдов (Йофчос Найдос). В сражението Димко от Охрид е пленен, измъчван и убит, а отрязаната му глава е изпратена на османската полиция в Старавина. На 12 август четите им дават сражение на българска чета, като в сражението загиват братовчедите Димитър и Демостен от Старавина. След тази случка между Фьотакис и Цолакопулос избухва скандал, но са помирени от останалите андарти. Действа заедно с Евтимиос Каудис и Йоанис Каравитис.
Загива на 12 април 1907 година при Будимирци или на 23 юни 1907 година при Параловския манастир в Мариово.